# 6289 Lanusei
6289 Lanusei eller 1984 HP1 är en asteroid i huvudbältet som upptäcktes den 28 april 1984 av de båda italienska astronomerna Walter Ferreri och Vincenzo Zappalà vid La Silla-observatoriet. Den är uppkallad efter den italienska staden Lanusei.
Asteroiden har en diameter på ungefär 11 kilometer och den tillhör asteroidgruppen Themis.